# Neopalame cretata
Neopalame cretata là một loài bọ cánh cứng trong họ Cerambycidae.